# 久留米城
久留米城（くるめじょう）は、福岡県久留米市篠山町（筑後国御井郡）にあった日本の城
。

## 概要
久留米城は久留米市街の北西に位置し、筑後川が西から南へと大きく蛇行し宝満川と合流する左岸地点にあった丘の上に築かれた。江戸時代には久留米藩の藩庁が置かれ、摂津有馬氏の居城であった。明治時代初頭に建物は撤去され、現在は本丸に有馬記念館と篠山神社が建てられ、二の丸・三ノ丸はブリヂストン久留米工場の敷地となり、外郭は市街地となっている。
2017年（平成29年）4月6日、続日本100名城（183番）に選定された。

## 沿革

### 室町時代
室町時代後期の永正年間（1504年 - 1521年）にこの地の土豪が篠原城と称した砦程度のものを築いたのが始まりと言われる。天文年間（1532年 - 1555年）には御井郡司の某が修築したとの記録がある。
1573年高良山座主良寛の実弟麟圭が城主になる、1578年耳川の戦いで大友方として良寛は出陣したが、その間に鱗圭が寝返ってしまう。
そして1580年時点で良寛も龍造寺氏に従う。
1583年から立花道雪・高橋紹運が高良山に陣を張り城を攻め、1585年には筒川・祇園原の戦いで龍造寺軍に大勝するも道雪が死に、目的は果たせぬまま紹運は同年陣を払い鱗圭は島津家に寝返ったものの、1587年（天正15年）、豊臣秀吉が九州を平定すると、13万石で筑後久留米に封じられた大友宗麟の娘婿である小早川秀包（毛利元就九男、羽柴久留米侍従）によって鱗圭は殺害された。

### 安土桃山時代
秀包は篠原城の堀を掘削し石垣を積み天守を置くなど、織豊期城郭への大改築を行った。秀包がキリシタン大名でもあったことから、城下町には教会も建てられたが、秀包は1600年（慶長5年）の関ヶ原の戦いで西軍についたため、戦後改易となった。

### 江戸時代

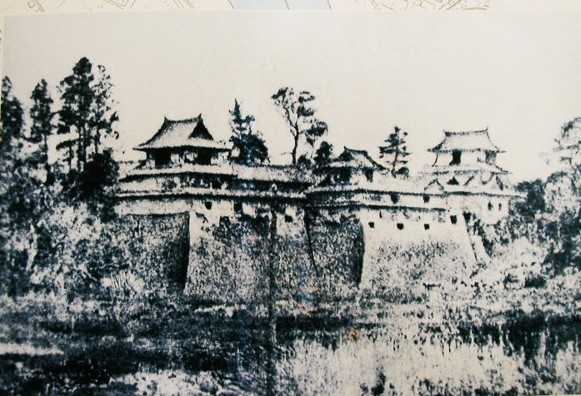
廃城直前の久留米城をとらえた唯一の写真（1870年代前半）。坤櫓（左）と巽櫓（右）が写っている。

関ヶ原の戦い後、筑後国には田中吉政が32万5千石で封じられ柳川城を本城とした。久留米城は柳川城の支城とし二男の吉信を城主とした。東向きの本丸があったが、1615年（慶長20年）に出された一国一城令により廃城となる。元和6年（1620年）吉政の子、忠政は嗣子なく没し、筑後柳川藩田中氏は改易となった。
かわって1621年（元和7年）、筑後国北半に丹波国福知山城主有馬豊氏が7万石から大幅に加増された21万石で封じられた。幕府の御墨付きを獲た豊氏は、廃城も同然にまで荒れ果てた久留米城を、隣国の筑前国福岡城主黒田長政の助力も得ながら、筑後の要の城に相応しく大規模に拡張した。豊氏は田中氏が途中であった城普請を再開し、本丸を南向きに改築した。1631年（寛永8年）に筑前堀を完成させ、1649年（慶安2年）から4年掛かりで外郭部を構築し城下町を整備した。2代藩主有馬忠頼の代にも外堀の浚渫や掘り直しが行われるなど城郭の整備が続き、元禄4年（1691年）4代藩主有馬頼元の代になって漸く城郭が完成した。
以後、明治維新まで久留米は西国の大藩である有馬氏の居城となった。

### 近代
1871年（明治4年）の廃藩置県により久留米城は廃城となった。久留米城は陸軍省の管轄となり、1874年（明治7年）の廃城令によって建造物は日田の町民が落札。城の建物は一部の山門を除き解体され、石垣も解体されようとしたが阻止された。1879年（明治12年）、本丸御殿跡地に篠山神社が建造された。

### 現代
1960年（昭和35年）、久留米市市制70周年記念事業の一環として、当時のブリヂストン社長である石橋正二郎の寄贈で冠木御門に自動車用のスロープが整備され、本丸内に有馬記念館と東郷記念館がオープンした。
1974年（昭和49年）には、久留米市市制80周年記念事業として、当時の久留米市長近見敏之を中心に巽櫓の再建が計画されたが、実現しなかった。1983年（昭和58年）3月19日、久留米城跡として福岡県の県史跡に指定された。

## 形式と構造

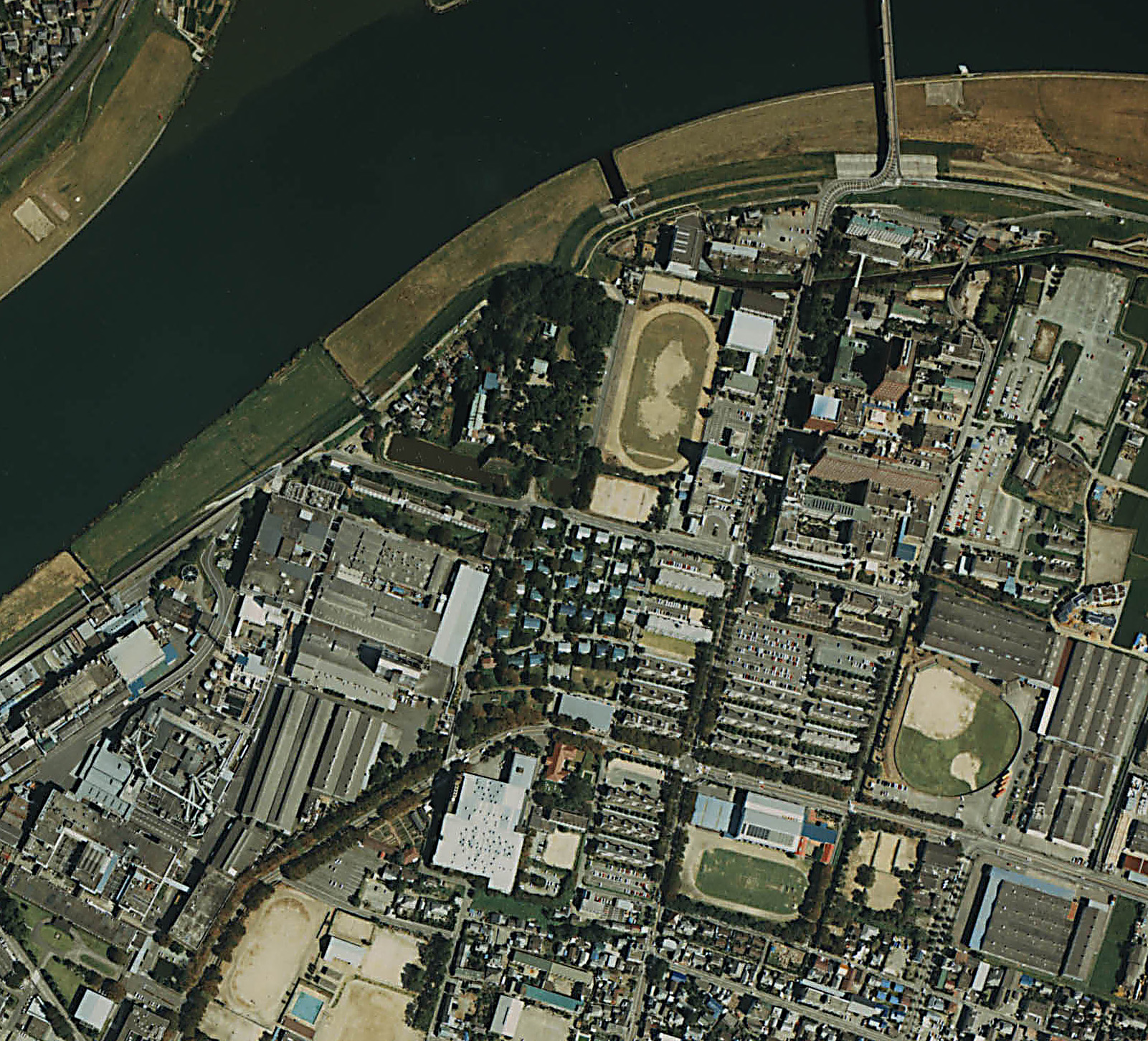
久留米城跡の航空写真
（1987年撮影・国土航空写真）

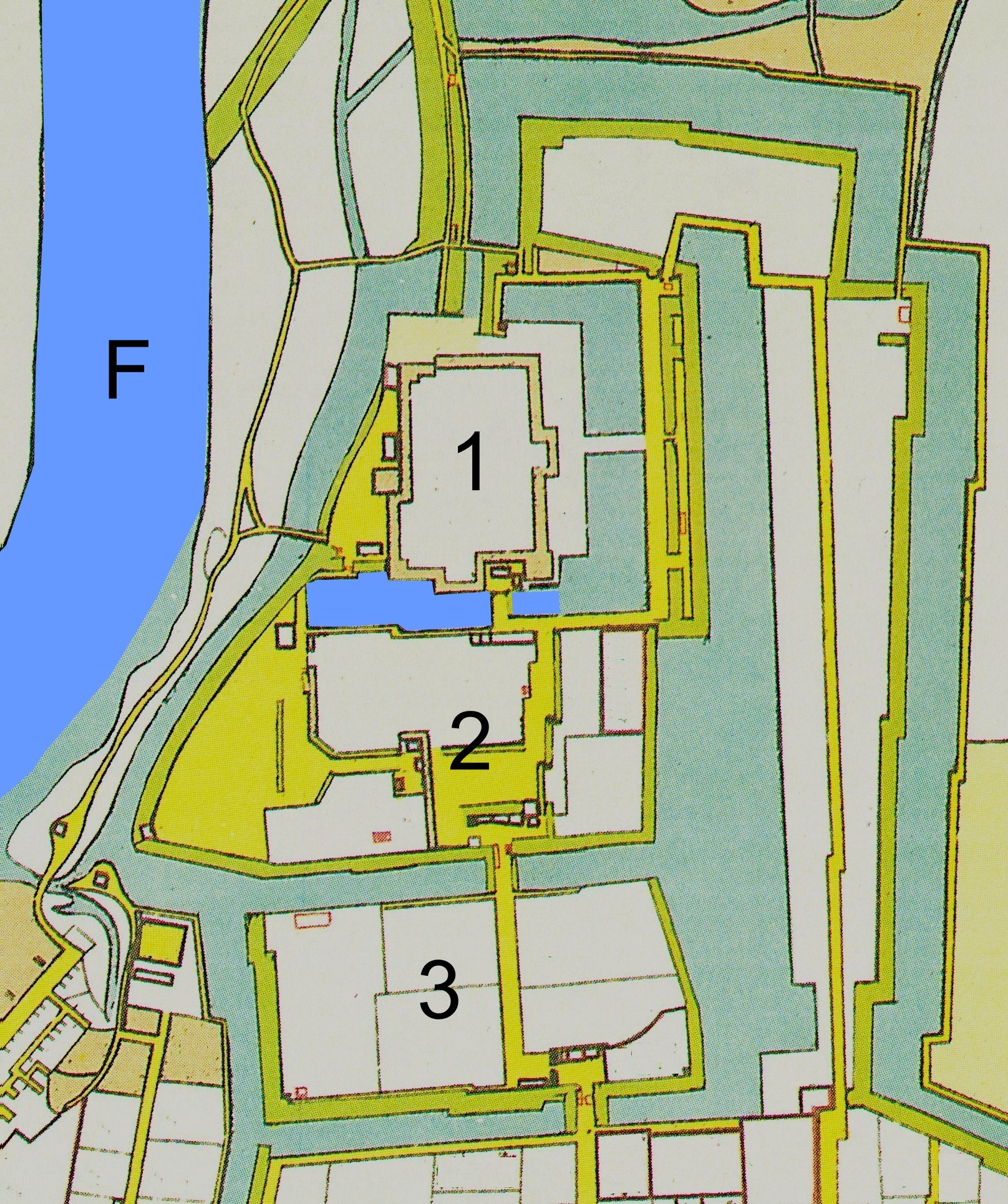
久留米城北部（本丸からの三の丸）の平面図
1.本丸
2.二の丸
3.三の丸
F.筑後川

### 縄張（基本配置）
北西側の筑後川を天然の堀とし、比高差約15メートルの川沿いの丘陵の頭頂部を平坦にして本丸が築かれ、その南側に二の丸と三の丸、外郭（四の丸）、柳原が配された連郭式平山城であった。天守はなく、本丸に二重の多聞櫓で連結された三重櫓が各隅に7棟配されていた。

### 本丸
本丸の規模は東西約96.4m、南北約156.4m。石垣の高さは約14mから15m。本丸は中央に本丸御殿、それを取り囲むように7棟の櫓が築かれ、櫓は2層の多門櫓で連結されていた。乾櫓とその周囲の北側の多聞櫓櫓台は石垣を失い、艮櫓も櫓台石垣の一部を欠損しているが、そのほかの櫓跡では櫓台石垣が現存する。
本丸御殿
久留米城の中心となった建物で、内部では歴代藩主が政務を執っていた。1874年（明治7年）の廃城令によって解体された。本丸の中心部に位置しており、現在は篠山神社の本殿・拝殿があるほか、北西側に置かれた大井戸が現存する。
大井戸（おおいど）
固い岩盤をくり抜いて造られた井戸で本丸御殿の北西側にある。本丸には他にも2つの井戸が存在したが、1つは有馬記念館前に現存する。現在は落下危険防止のために、覆いや金網が張られている。

#### 本丸南面
この面は、明治初頭に撮影された古写真によって櫓の姿が判明している。
冠木御門（かぶきごもん）
本丸の大手虎口にあった桝形門。虎口は内桝形をなしており、土橋を渡って南正面に桝形門形式で言うところの「二の門」である冠木門（平門）、西に一の門である櫓門が開かれていた。冠木門土塀石垣と櫓門櫓台石垣が現存するが、門礎石などは自動車の乗り入れのためコンクリート舗装のスロープがあり、確認できない状態となっている。
坤櫓（ひつじさるやぐら）
本丸南西隅（未申の方角）に上げられていた三重櫓。現在は櫓台石垣が残り、その上に有馬記念館や民家が建てられている。
太鼓櫓（たいこやぐら）
本丸南に上げられていた三重櫓。冠木御門の西にあった。現在は櫓台石垣が残っている。
巽櫓（たつみやぐら）
本丸南東隅（辰巳の方角）に上げられていた層塔型の三重櫓。城内で最も規模が大きかったため、天守の代用となっていた。1620年（元和6年）頃に建てられ、平面寸法は約12.7m×約14.5mあった。現在は櫓台石垣が現存するほか、久留米出身の画家である青木繁の記念碑がある。

#### 本丸東面
東御門（ひがしごもん）
本丸東側にあった門。月見櫓に付属していたため別名を「月見櫓御門」ともいう。門の形式については、『日本古城絵図』に収録されている久留米城絵図によれば、東御門に当たる部分に「多門」と書込みがある。現在は門礎石の一部が現存している。
月見櫓（つきみやぐら）
本丸東に上げられた三重櫓。東御門（月見櫓御門）のすぐ東側の上に位置しており、直下に蜜柑丸がある。現在は櫓台石垣が現存する。
艮櫓（うしとらやぐら）
本丸北東（丑寅の方角）に上げられていた三重櫓。現在は石垣が現存している。
蜜柑丸（みかんまる）
本丸東側にあった腰郭。蜜柑の木が植えられていたことから「蜜柑丸」と呼ばれていた。現在は車道となり、一部が篠山神社の駐車場として利用されている。

#### 本丸西面
筑後川沿いに当たる。有馬記念館や社務所、東郷記念館（東京麹町にあった東郷平八郎邸の書斎を移築したもの）がある。
水手御門（みずのてごもん）
本丸西側にあった門。現在は、篠山神社社務所の敷地となっている。門の建物は廃城後久留米市草野町の寿本寺の門として移築現存する。
乾櫓（いぬいやぐら）
本丸北西（戌亥の方角）に上げられていた三重櫓。北側の多聞櫓跡とともに櫓台石垣が現存しない。
西下櫓（にししたやぐら）
本丸西に上げられていた三重櫓。水手御門に続く多聞と連結していた。現在は櫓台石垣が残っている。

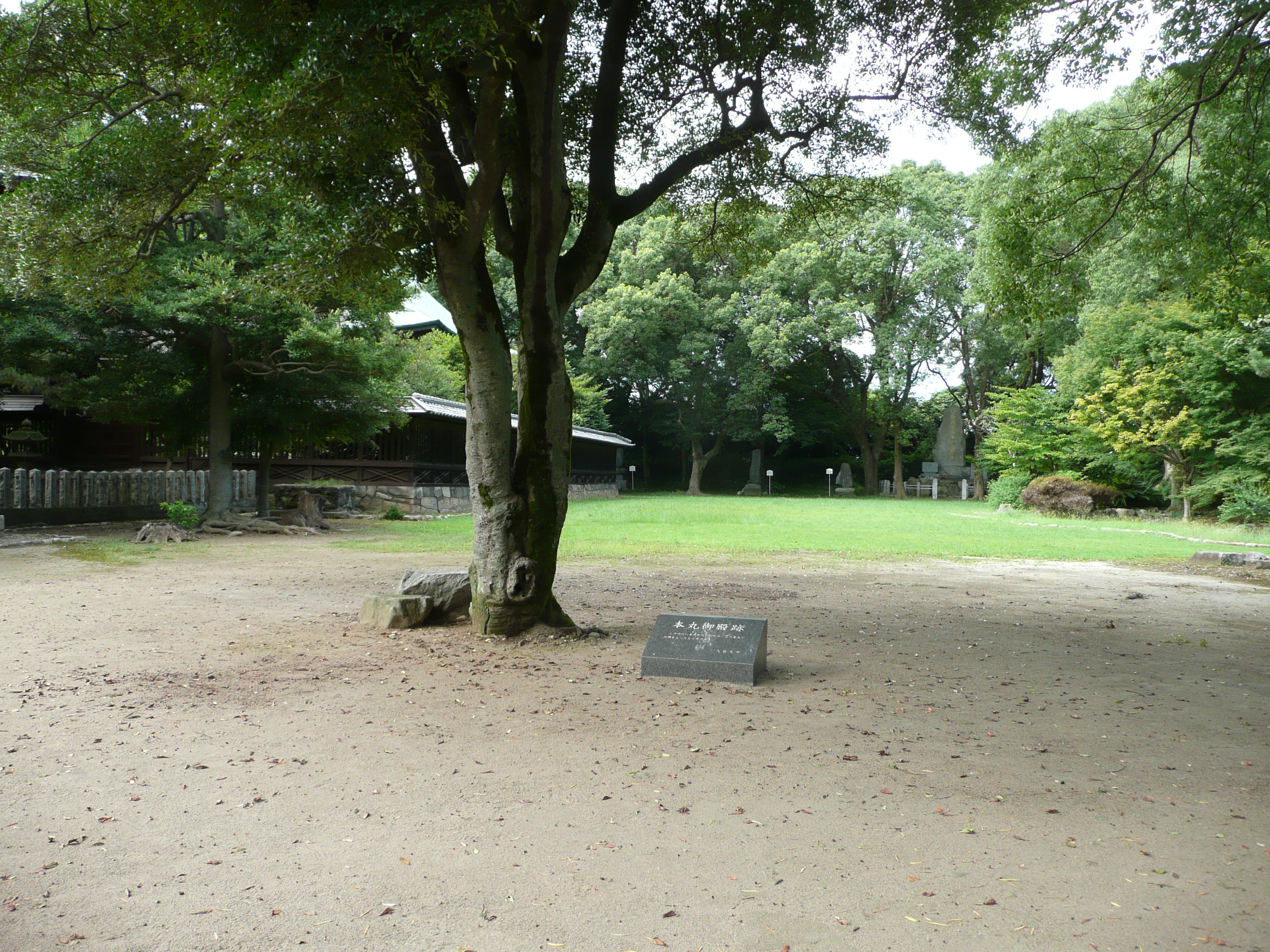
本丸御殿跡
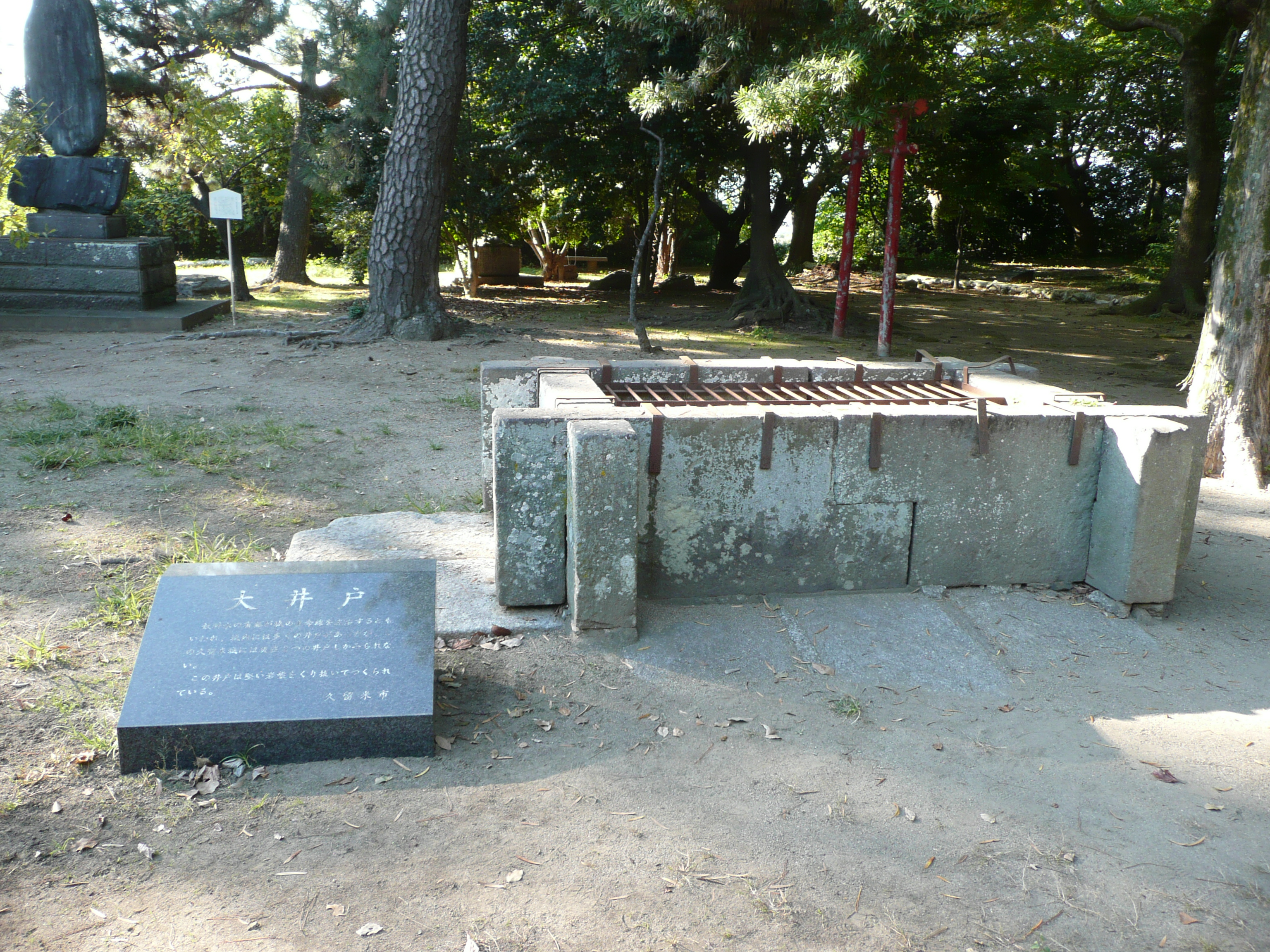
大井戸
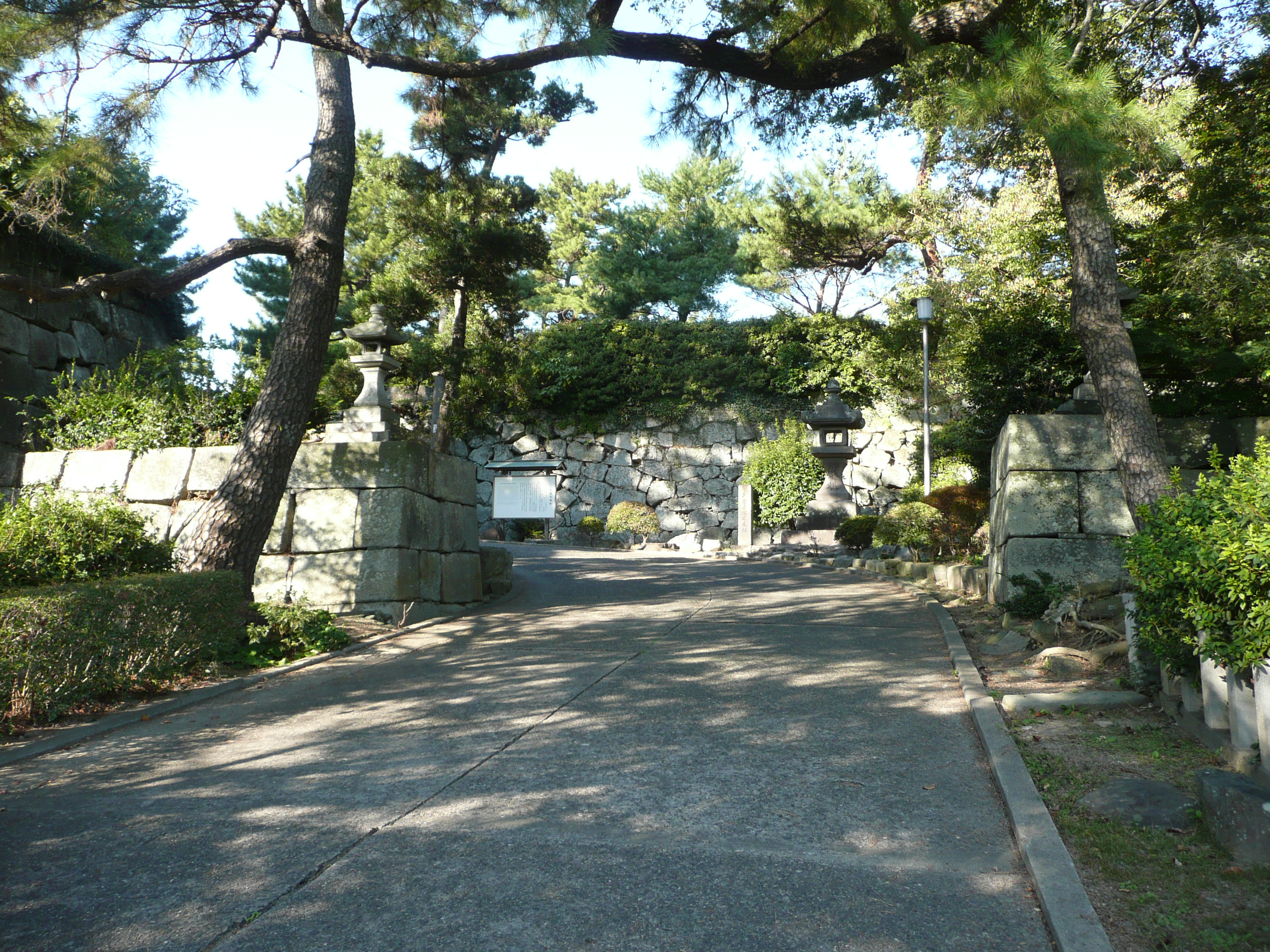
冠木御門跡（正面）
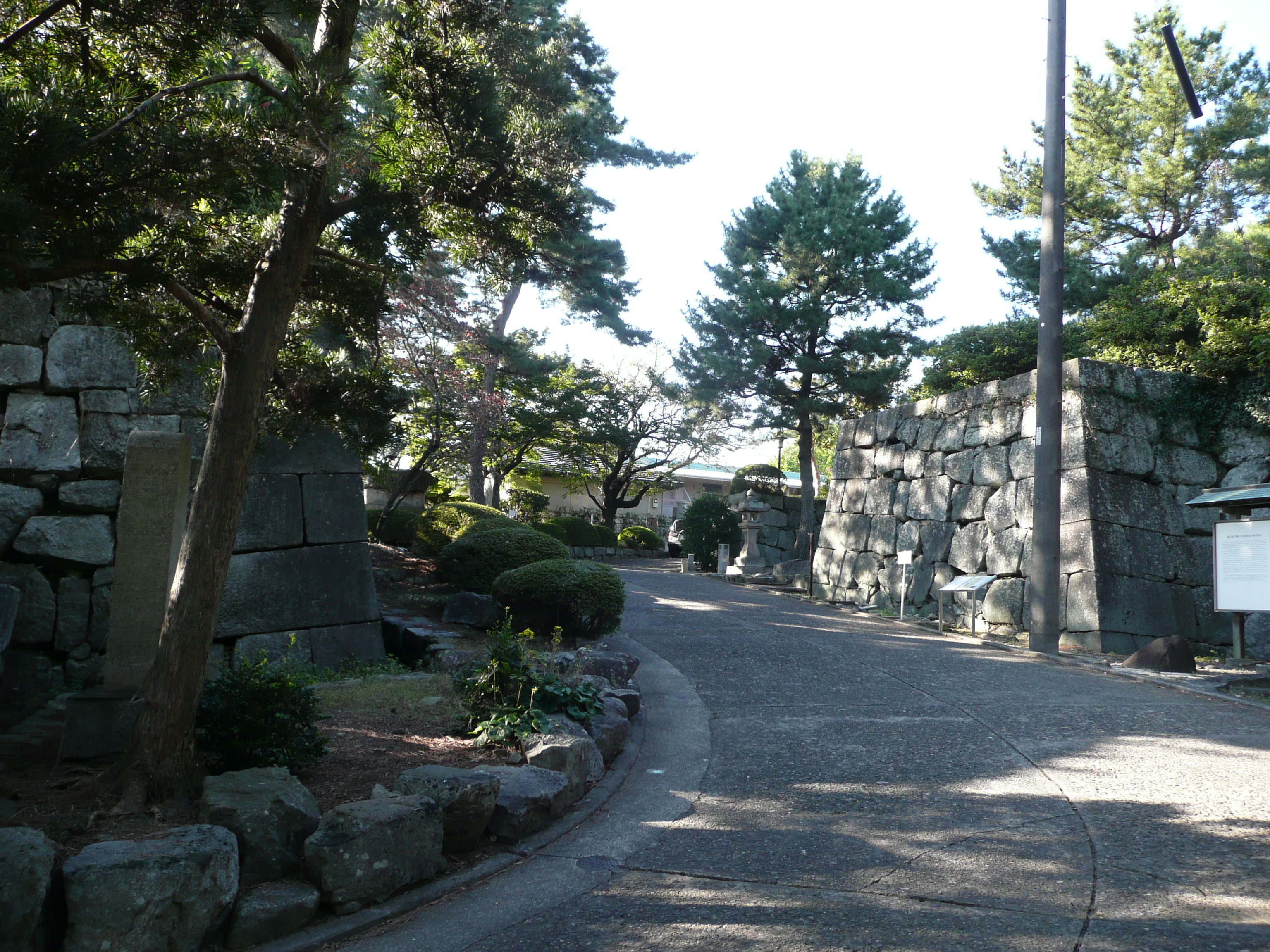
冠木御門跡（内側）
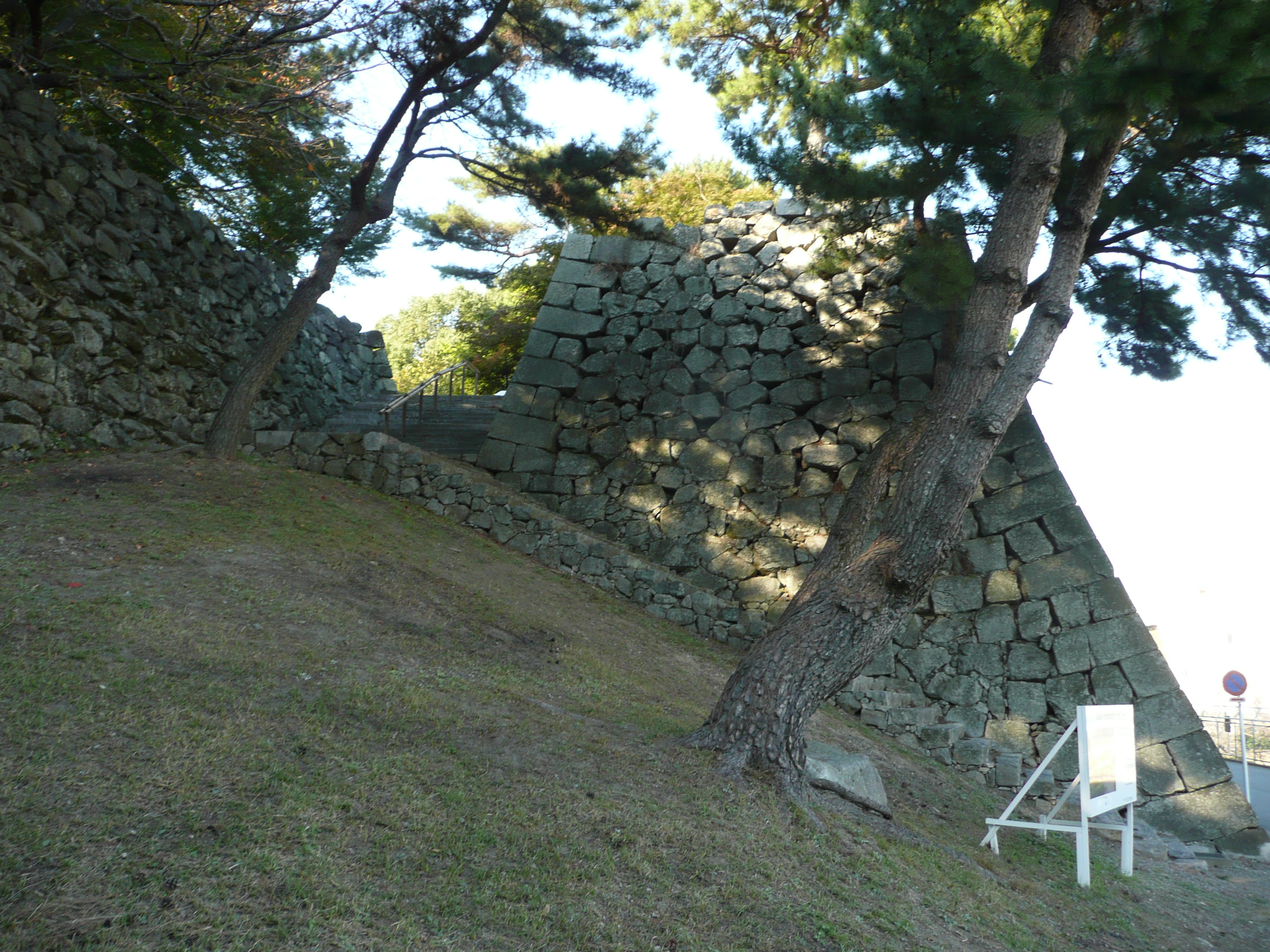
東御門跡「左上」
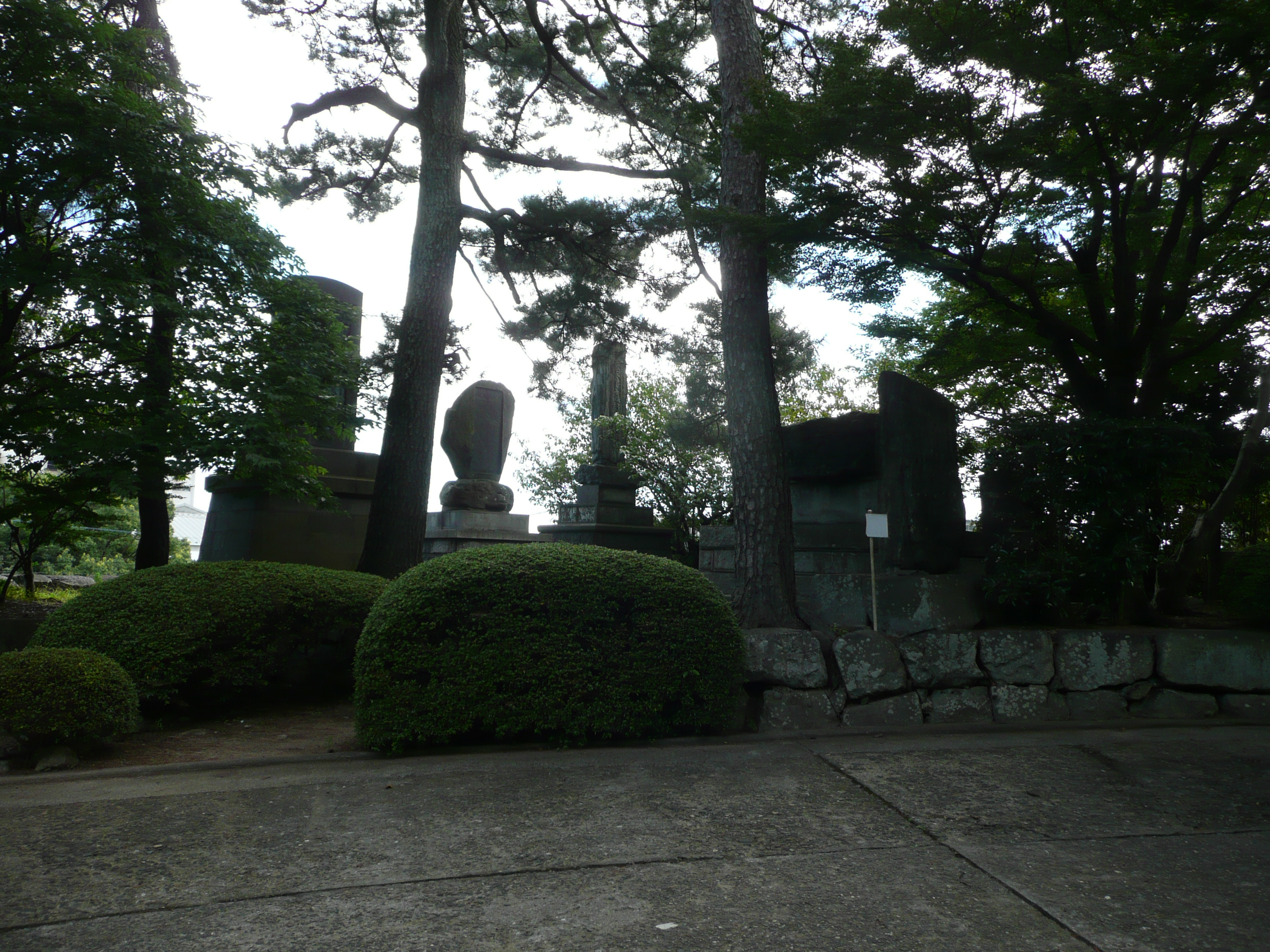
太鼓櫓跡
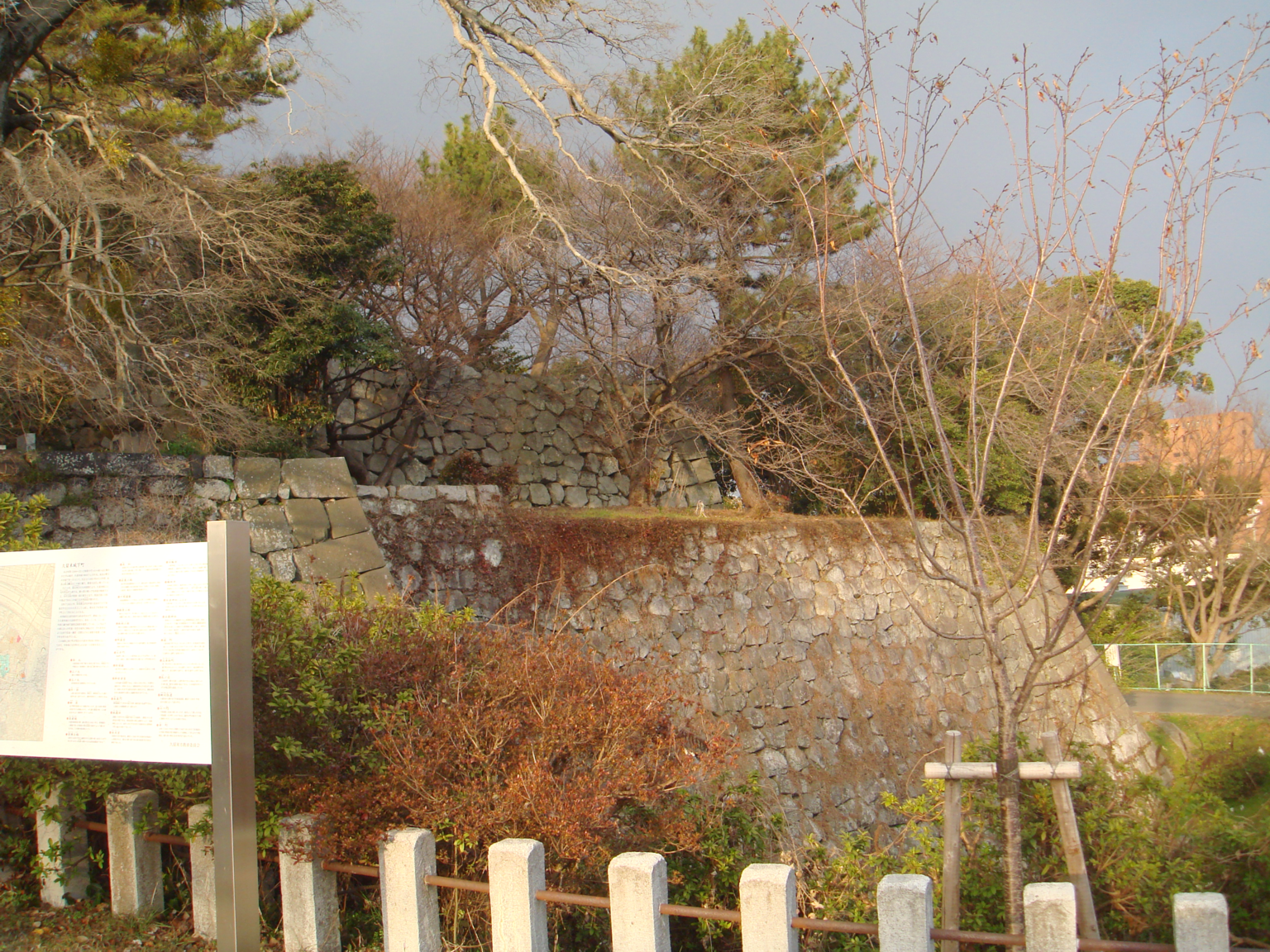
土橋から見た本丸表門跡東側。 中央の一段高い部分が本丸巽櫓の櫓台
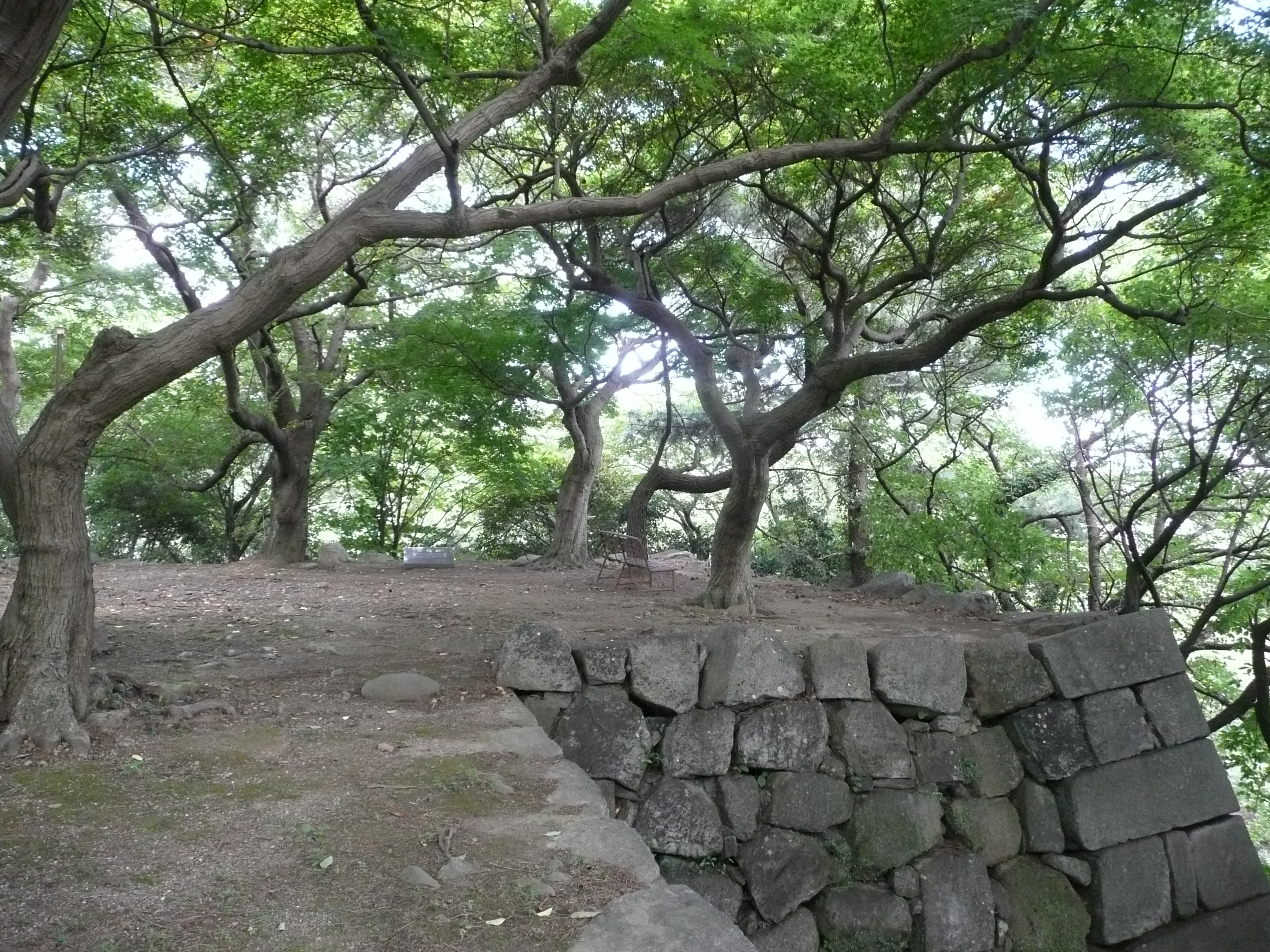
巽櫓跡
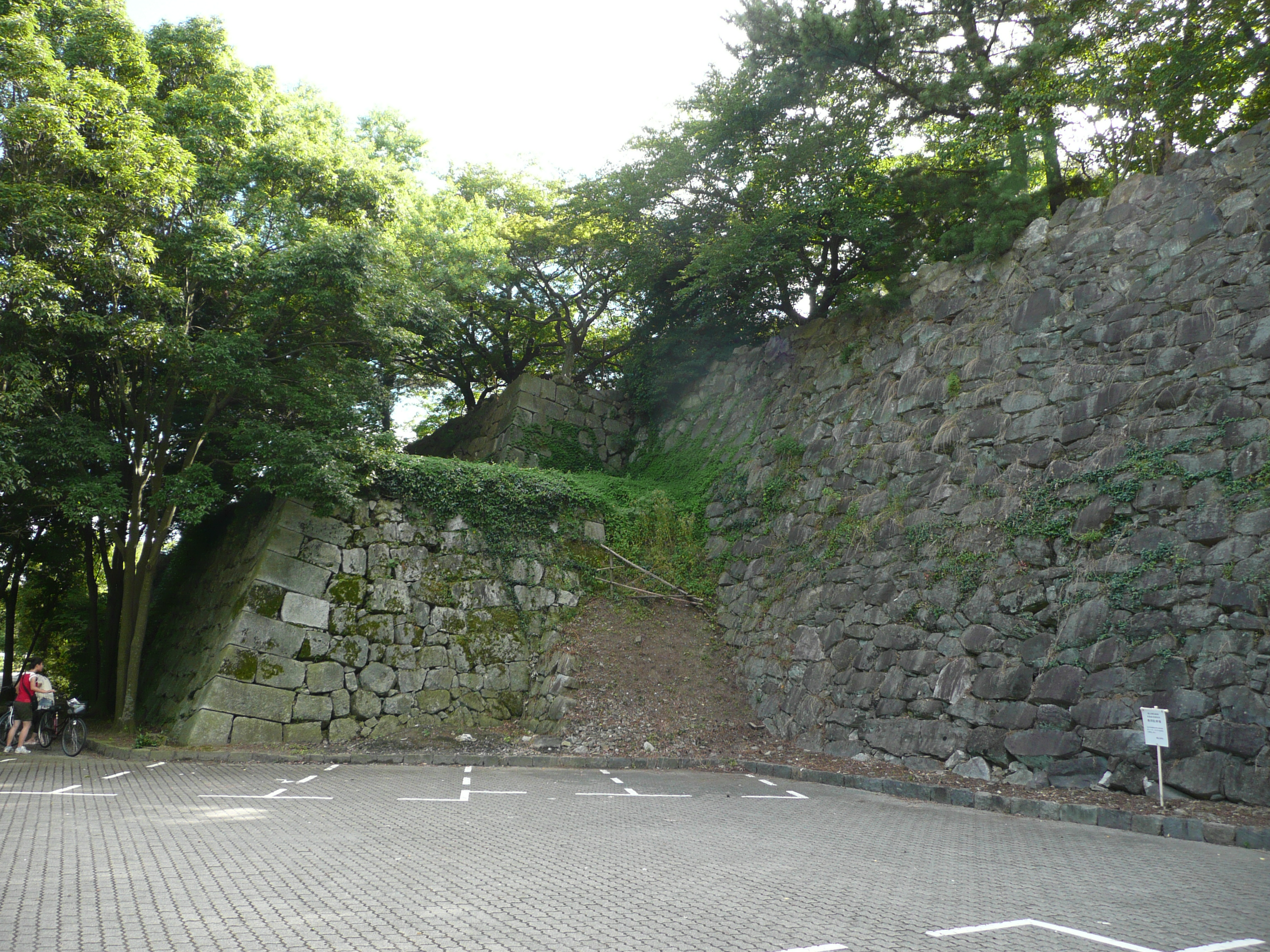
蜜柑丸から望む巽櫓の石垣
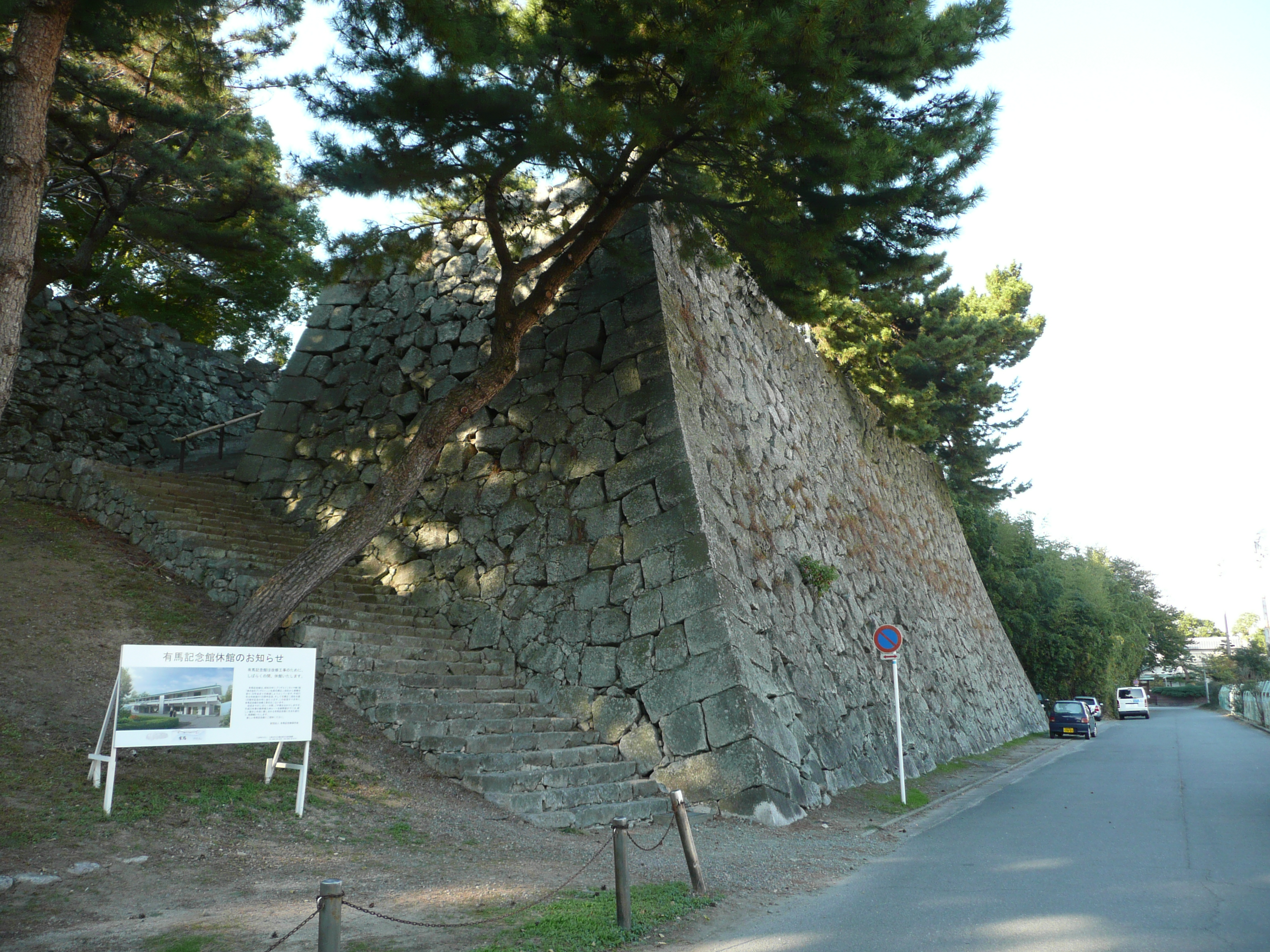
蜜柑丸から望む月見櫓跡
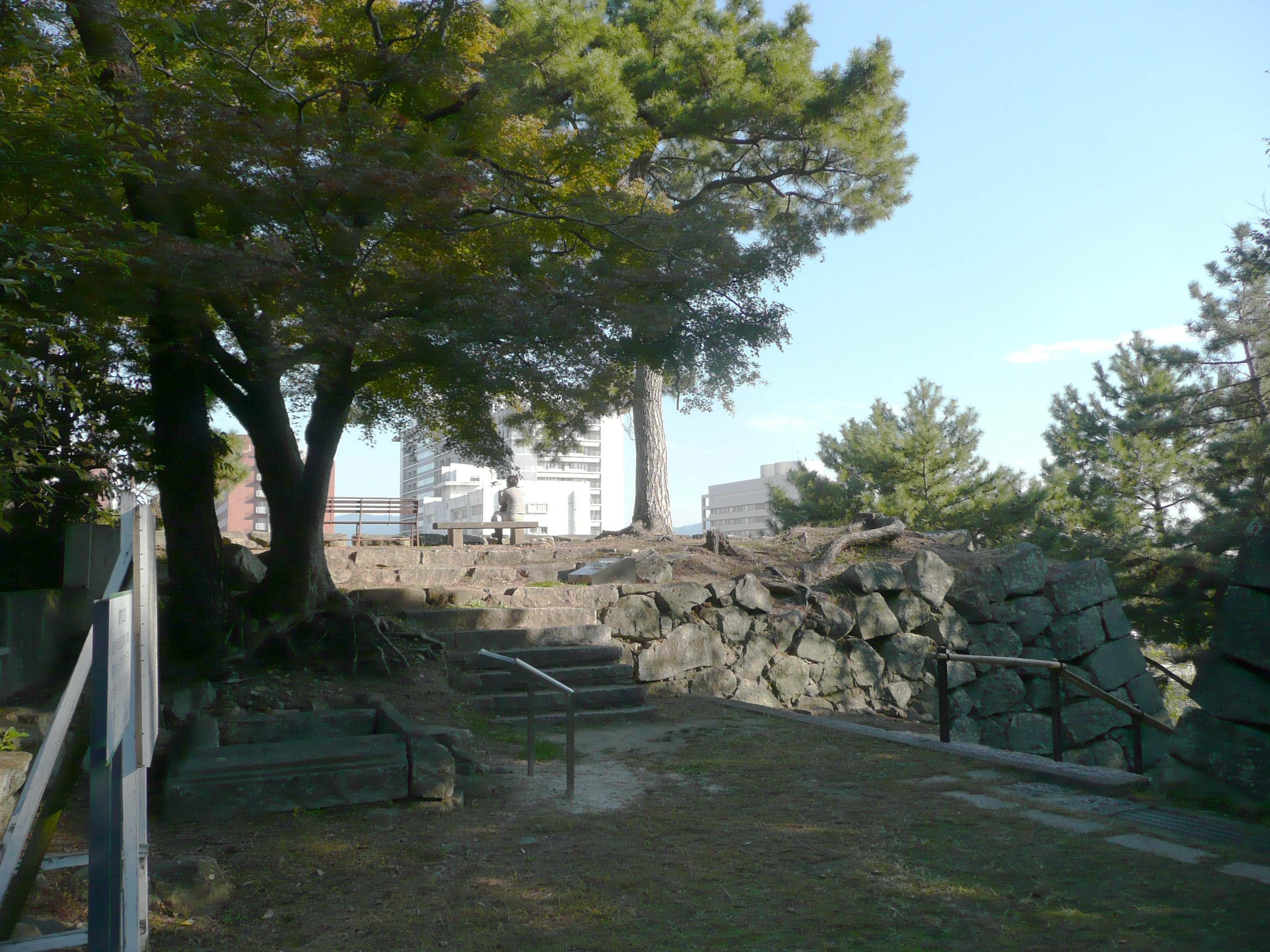
月見櫓跡と東御門跡（右側）

### 二の丸

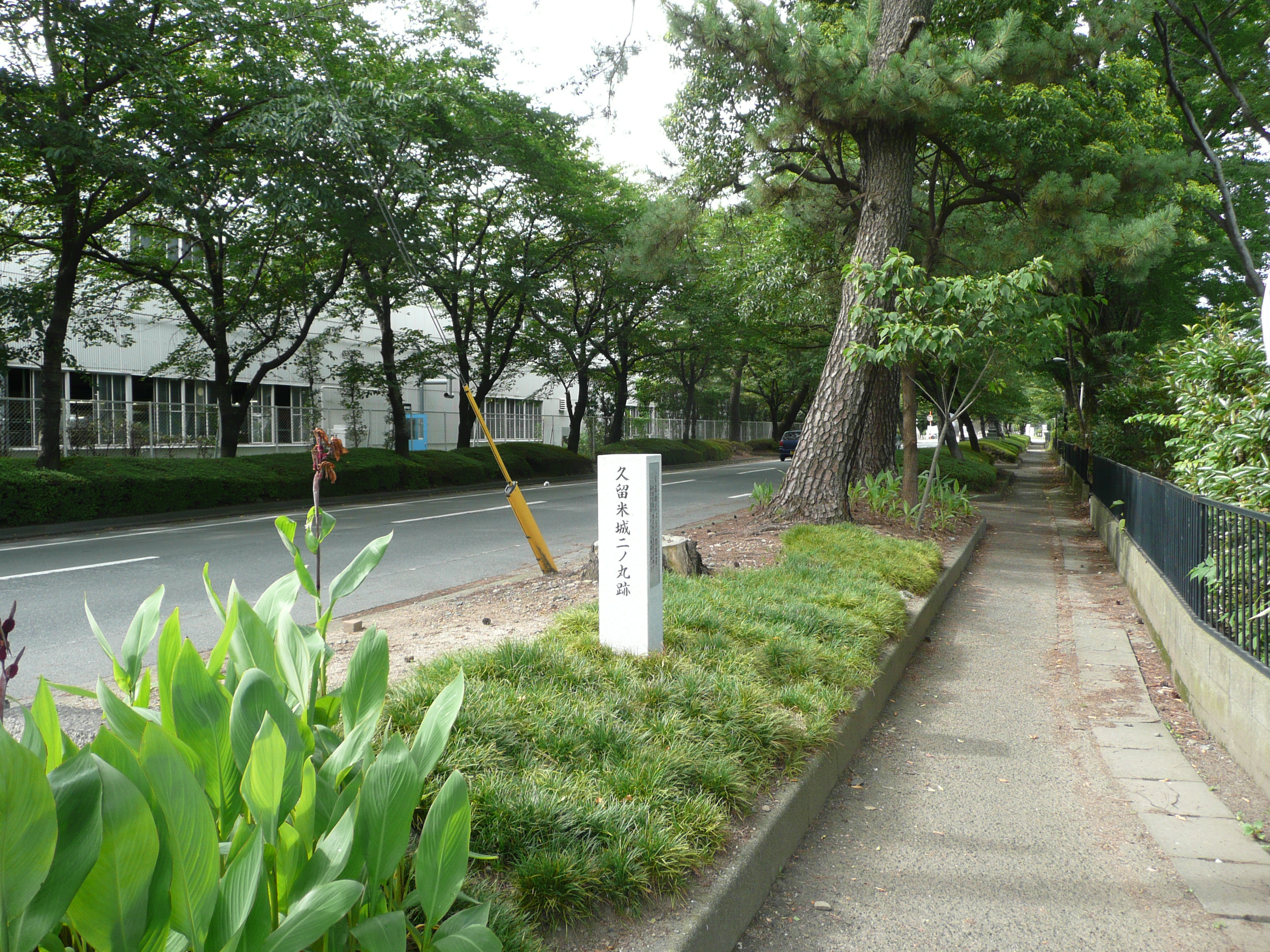
二の丸

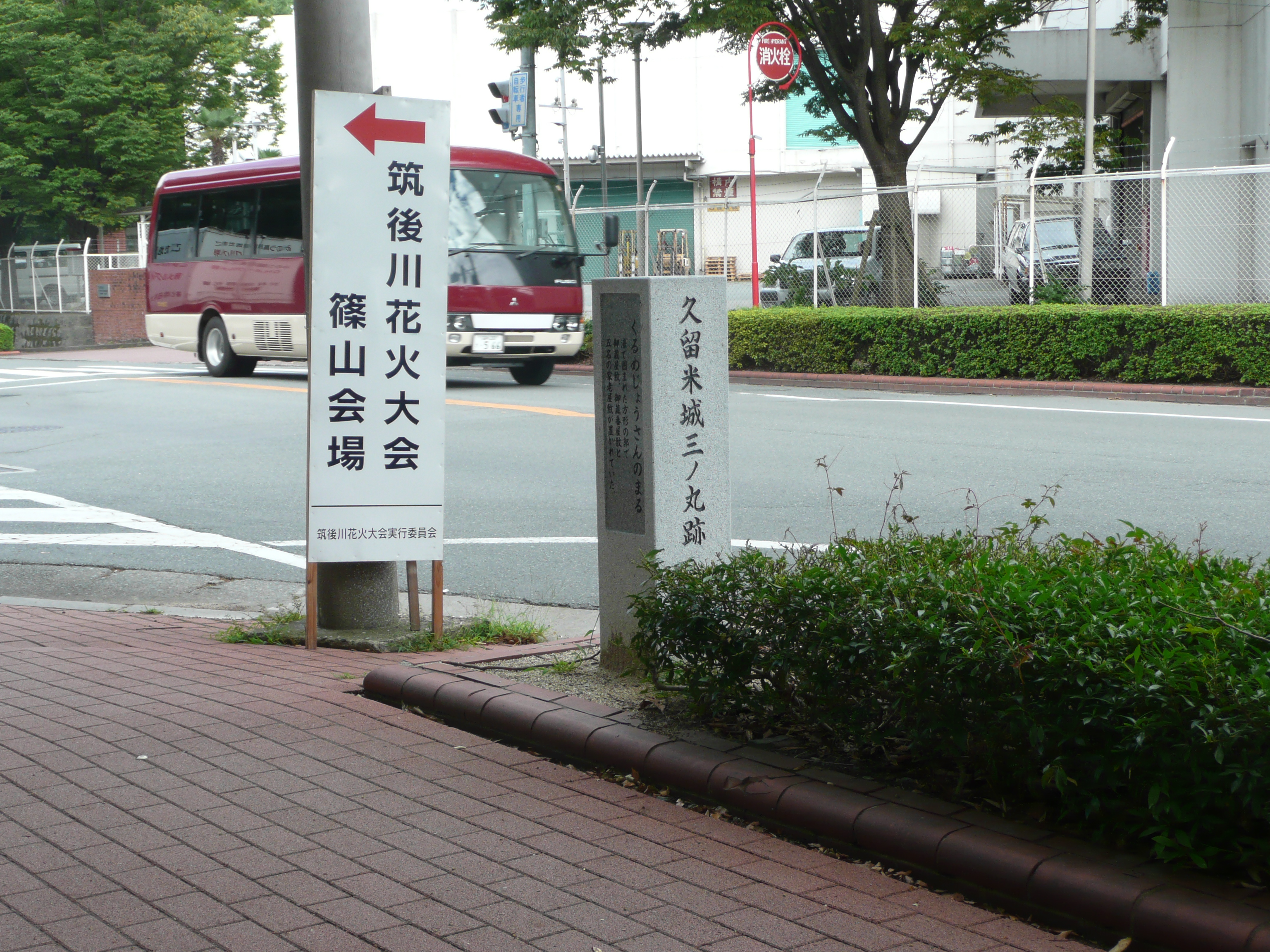
三の丸

本丸の南に存在した、周囲を堀に囲まれた郭。藩主の御殿などが置かれていた。現在はブリヂストン久留米工場の一部と同工場の従業員駐車場となっている。

### 三の丸
二の丸の南に存在した、周囲を堀に囲まれた方型の郭。御蔵屋敷や御蔵番屋敷、久留米藩の5名の家老の屋敷が置かれていた。現在はブリヂストン久留米工場の一部となっており、遊歩道に当時の土手の一部が残る。

### 外郭（四の丸）
城内で最も広く、三の丸の南に存在した郭。久留米藩の上級の家臣団の屋敷や御郡支配方、御普請方などの藩役所が多く設けられていた。また、明善堂や祇園社などが置かれていた。現在は福岡地方裁判所久留米支部や久留米市立城南中学校、篠山小学校などがある。
大手門（おおてもん）
外郭の南西に置かれていた、久留米城内最大の門。亀屋町を結んでいたことから亀屋町口橋とも呼ばれていた。久留米城に出入りする門の一つ。城内の門の中で最も格式が高く、藩主の参勤交代交代の際によくこの門が使用されたという。現在は篠山神社の鳥居が立っている。
狩塚橋（かりづかばし）
外郭の南東に置かれていた門。祇園社で行われていた祇園会の際に使用される山車が出入りしていた。現在は久留米商工会議所がある。
祇園社（ぎおんしゃ）
外郭の中心部より少し東側にある神社。875年（貞観17年）に創建された真言宗の寺院。1868年（慶応4年）の神仏判然令により祇園神社（素戔嗚神社）となり、現在に至る。毎年6月に行われた祇園会は久留米城の城下三大祭の一つで、神幸行列は藩主家族も見物する大規模なものだった。
明善堂（めいぜんどう）
外郭の南に存在した藩校。大手門のすぐ北西側に存在した。第8代久留米藩主有馬頼貴が1783年（天明3年）に学問所（藩校）を開いたのが始まりである。1787年（天明7年）には「修道館」と名付けられたが、1794年（寛政6年）に焼失した。1796年（寛政8年）、藩校を再建し新たに「明善堂」と名付けられた。以後、今日の福岡県立明善高等学校に至っている。幕末の勤王家・真木保臣は当藩校の出身である。
御使者屋（おししゃや）
狩塚橋の対岸に存在した久留米藩の迎賓館。1831年（天保2年）に片原町に建設され、明治時代に入ると三潴県役所の庁舎などに使用され、1929年（昭和4年）まで久留米市役所に利用された。その後、鉄筋コンクリート製の市庁舎が建てられ、1995年（平成7年）に現在の市庁舎に代わるまで使われていた。現在は両替町公園となっており、御使者屋を囲んでいた築地塀や玄関口の石垣が保存されている。

### 柳原
外郭から細長く延びる郭で、本丸と二の丸、三の丸の東方に面する。中級武士の屋敷が置かれたが、低地だったことから1676年（延宝4年）に京隈に移され、以降は庭園となったほか、9代藩主有馬頼徳の代には御庭焼である柳原焼の窯が置かれた。現在は久留米大学医学部や久留米大学病院がある。

## 遺構・現存建造物
遺構は本丸の月見櫓や巽櫓、坤櫓などの石垣や水堀の一部、裁判所の隣に外郭（四の丸）の堀跡と土塁が現存している。明治時代初頭に城の建造物の大半は解体されたが、本丸の水手御門が久留米市草野町草野の寿本寺山門として移築現存している。
以前まで二の丸の乾門（二の門）がJR久留米駅の西側にある京町の日輪寺山門として移築現存していたが、1989年（平成元年）に老朽化により解体されてしまい、後に同じ所に再建された。

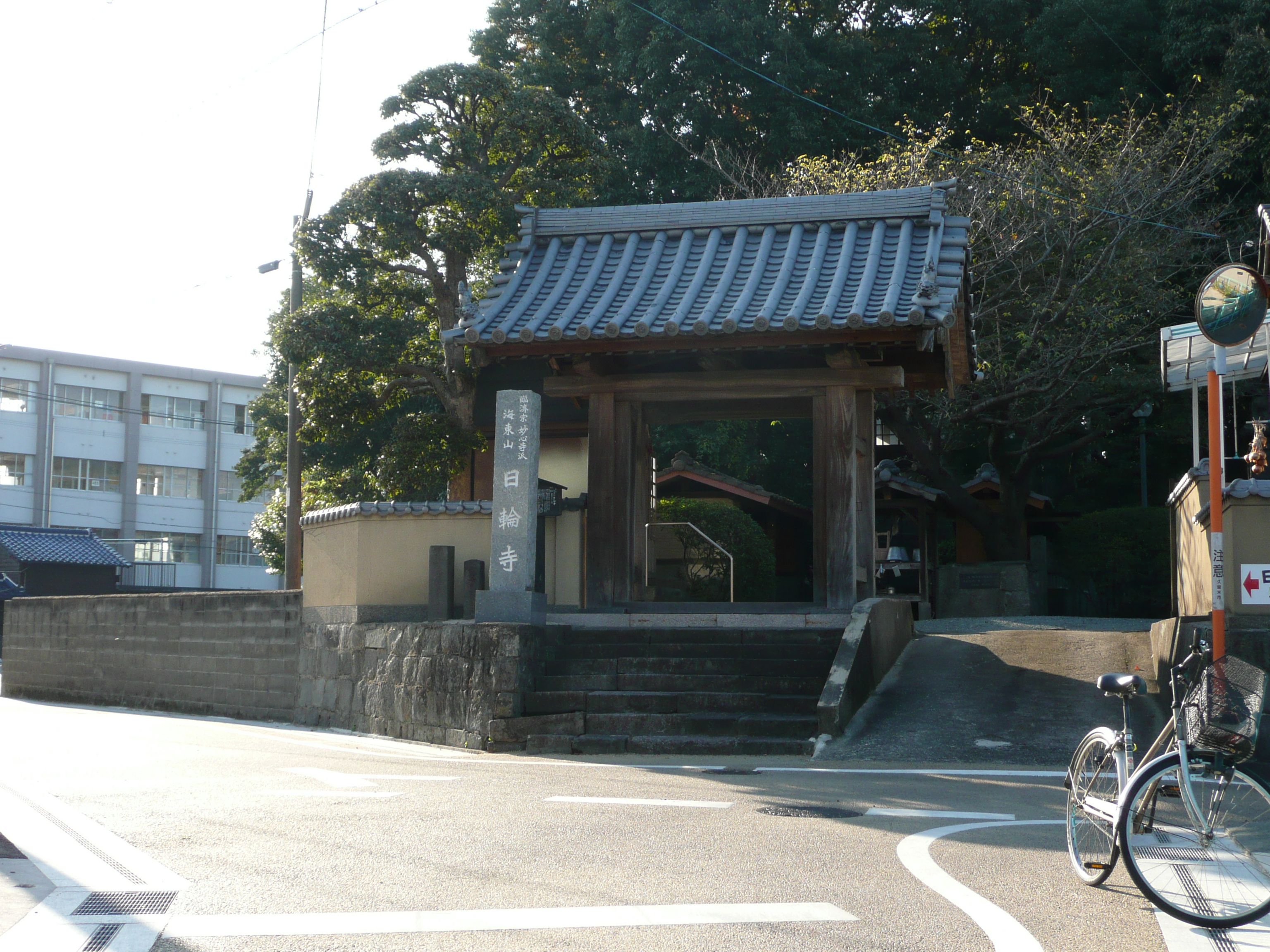
再建された二の丸の乾門
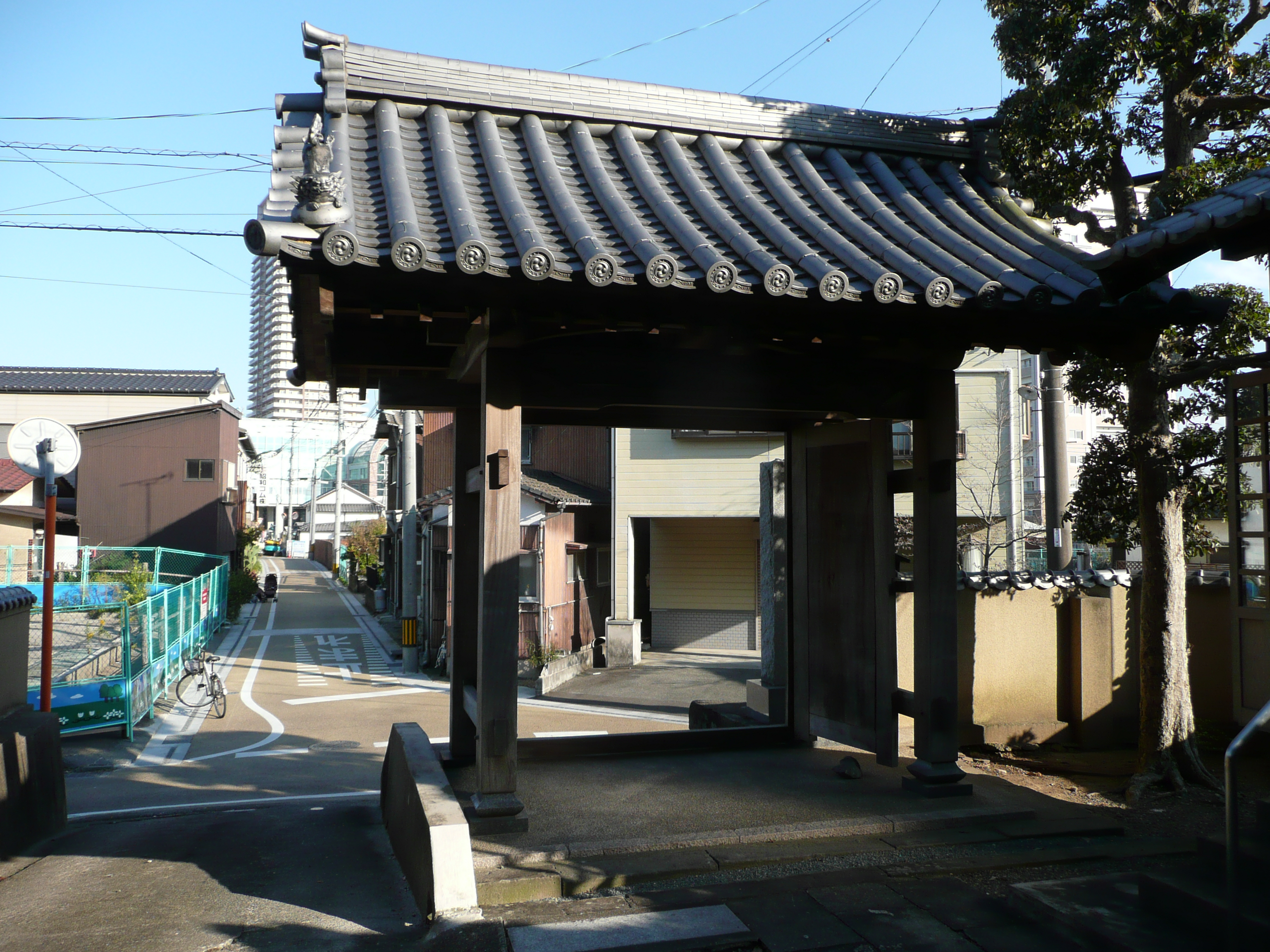
乾門「裏側」
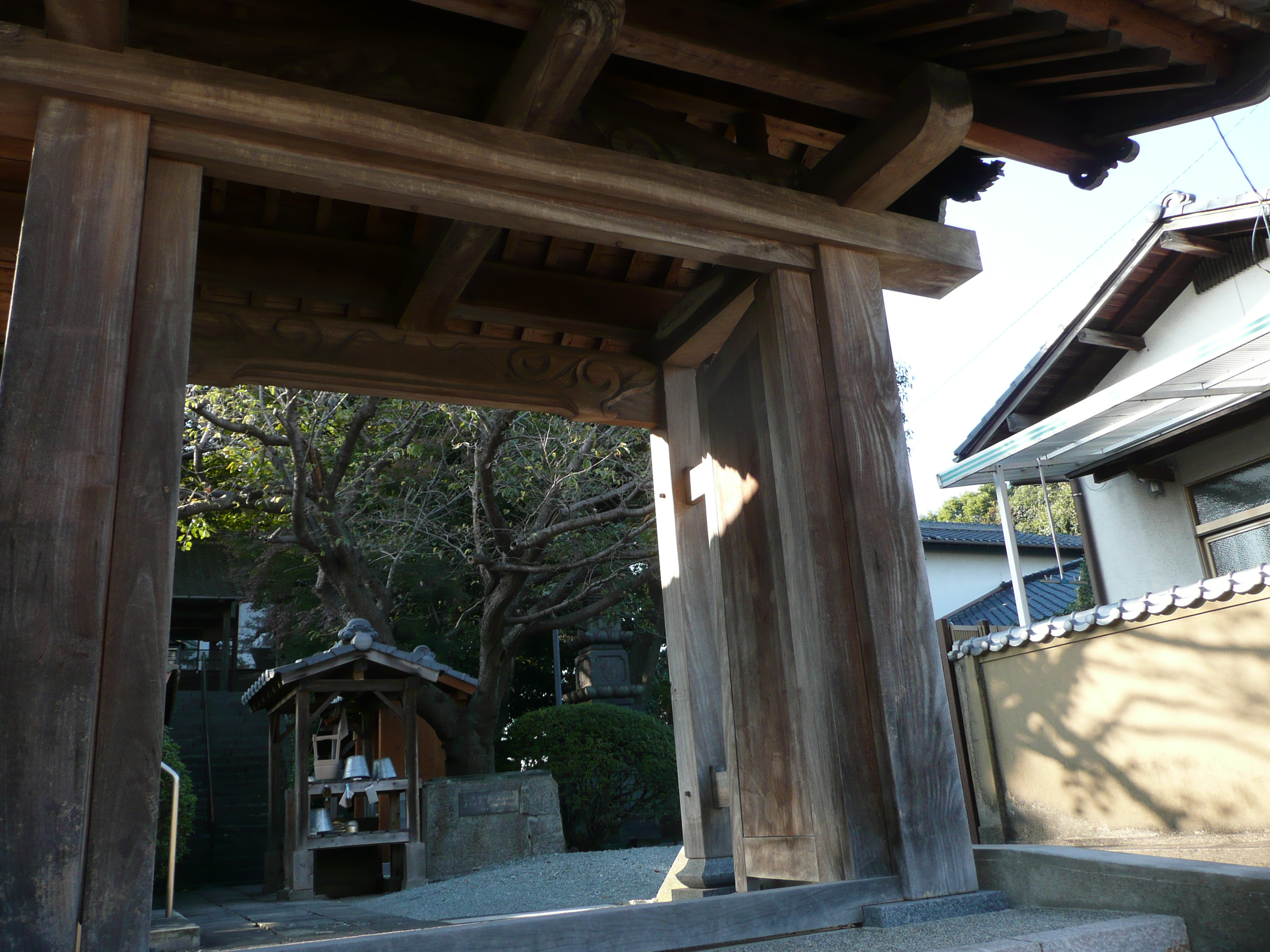
乾門の内部